# Skarlee Renguul
Skarlee Uelas Renguul (ur. 26 listopada 1994) – palauski zapaśnik walczący w stylu wolnym. Trzykrotny medalista igrzysk mikronezyjskich w latach 2018-2024. Pięciokrotny medalista mistrzostw Oceanii w latach 2017 – 2019 roku.